# ダニエル・デュヴァル
ダニエル・デュヴァル（Daniel Duval,1944年11月28日 - 2013年10月10日）はフランス出身の俳優。アンナ・カリーナと一度結婚歴がある。

## 主な出演作品
- 夜よ、さようなら La dérobade (1979) 監督・脚本も
- 狼たちの報酬　Les Loups entre eux (1985)
- クリスマスに雪はふるの? Y aura-t-il de la neige à Noël? (1996)
- 夜風の匂い Le vent de la nuit (1999)
- タイム・オブ・ザ・ウルフ Le Temps du loup (2003)
- あるいは裏切りという名の犬 36 Quai des Orfèvres (2004)
- 隠された記憶 Caché (2005)
- ぼくを葬る Le temps qui reste (2005)
- マルセイユの決着 Le deuxième souffle (2007)
- アルティメット2 マッスル・ネバー・ダイ Banlieue 13 - Ultimatum  (2009)
- そして友よ、静かに死ね Les Lyonnais (2011)